# 阪神1000系電聯車
阪神1000系電聯車（日语：／ Hanshin 1000-kei densha）是阪神電氣鐵道使用的電車。由於1000系主要用於急行列車或是特急列車，因此有時也會被歸類為急行型電聯車。本型車是為了因應阪神難波線延伸時規劃與近畿日本鐵道展開直通運轉，而在2006年7月11日宣布預計引進，並於2007年10月5日開始投入使用。

## 概要
2009年3月，西大阪線隨著西九條站至近鐵難波站的路段開通而改名為阪神難波線，並且開始與近鐵進行直通運轉。而阪神也在2006年引入1000系電聯車，該型車除了可在山陽電氣鐵道本線上行駛外，也可在近鐵的難波線及奈良線上進行直通運轉。本型車以阪神先前投入使用的阪神9000系電聯車與阪神9300系電聯車為基礎進行設計，並採用「外出模式」作為列車設計的主題，除了作為阪神新鐵路路線的門面電車外，也期望成為讓乘客想搭乘出遊的列車。本型車除了延續過去阪神鐵路車輛的傳統設計外，外裝與內裝也進行全面更新，其目的在於打造出融合傳統及創新的新世代標準車輛的相對應規格。
由於2005年正值阪神電氣鐵道開業的100周年，而本型車也是該公司邁向下一個100周年時所導入的第一款新型車輛，因此其車輛番號選擇象徵著新開始的「1」，跳脫過去阪神引入9300系電聯車之前所使用的番號系統。1000系電聯車共製造96輛電車，其編組為13列6輛和9列2輛為一編組的電車，並規劃在導入後全面替換舊型車輛阪神7801型、8901型及阪神2000系電聯車；其中以阪神3801型電聯車為原型改造的8901型電聯車在阪神難波線開業的前一個月便已全數報廢。而因為長期負責製造阪神鐵路車輛的武庫川車輛工業在2002年解散，因此本型車改由近畿車輛負責製造，且因為1000系搭載可與山陽電鐵和近鐵進行直通運轉的相關設備，因此單輛電車的造價高達約1億3千萬日圓。

## 規格與構造

### 車體
1000系電聯車的車體採用不鏽鋼打造，且考慮到列車對環境造成的影響而使用無塗裝的不鏽鋼板。車體結構採用當時最新的雷射焊技術打造，其焊接痕跡相較於傳統的焊接較不明顯，除了使車體外觀更加美觀，也提升整體的結構強度。而駕駛室則採用碳鋼打造而成。車體塗裝沿用阪神電氣鐵道急行型車輛「赤胴車」的基本配色，並搭配橘色系的顏色，與使用黑色塗裝的車頭形成對比。列車兩側的車門及其上半部使用橘色塗裝，並在車門兩旁搭配白色的橫條紋，以減少車門焊接處的顯眼程度。而採用黑色與橘色塗裝的車頭正面則令人容易聯想到阪神虎的球隊旗幟。
車頭下半部採用以9300系電聯車相同部位的形狀為基礎而形成的斜切設計，標示燈與尾燈也呈現與該設計相對應的曲線造型，並使用與9300系相同的配置，使列車在外觀上繼承阪神鐵路車輛的形象。車門之間安裝著兩面連續式的窗戶，其中一扇為可往下拉開的窗戶，另一扇則為固定窗；而車廂兩端的窗戶同樣為固定窗。車廂的地板高度與阪神5500系電聯車以後的鐵路車輛均為1130mm，以減少阪神各車站月台與本型車的高低落差。本型車的列車資訊顯示器使用阪神電氣鐵道首度採用的LED燈，以提升螢幕的視認性。車頭正面的列車類別顯示器採使用全彩LED燈，目的地顯示器則使用白色的LED燈。車體側面為結合列車類別及目的地的顯示器，其顏色同車頭正面顯示器所採用的顏色；同時側面的顯示器在列車行駛至一定速度後便會關閉，以延長設備的使用壽命。

### 客室配置
1000系電聯車的客室均配置長條式的桶狀座椅，普通座椅與博愛座則分別使用綠色及灰色的布料。普通座椅採用綠色布料的原因是為了與車門上的橘色塗裝形成對比，並將綠色及紫色的絲線編織在一起，在視覺上營造出橄欖綠的色調。長條座椅兩端的隔板內側也有鋪設布料，以防止乘客因碰撞到隔板而產生傷害。窗簾及行李架的前端處也使用與座椅布料相同的綠色，在視覺上營造出一致性。客室內的垂直扶手則朝向車廂的中央區域大幅彎曲，以擴大站立的乘客及坐著的乘客之間的距離，並在扶手的上半部朝向車體方向彎曲，以減輕站立乘客視覺上產生的壓迫感。車廂地板的顏色最初為了凸顯橄欖綠的座椅而採用淡紅豆色，但因該顏色容易凸顯出地板上的髒污，因此自1207編組以後的列車便將地板的顏色更換為灰棕色。
客室內的化妝板使用灰色作為塗裝，其中側面的化妝板上點綴著江戶小紋的圖案，靠近車廂連接處的區域則使用帶有木紋的化妝板。1000系電聯車的全部車廂均設有無障礙座椅，並配備供站立乘客使用的扶手及緊急通話裝置。列車資訊顯示器沿用過去阪神電氣鐵道鐵路車輛的配置，分別在面向山岳及大海的車門處設置兩面及一面。客室內的照明設備為因應日本在2003年大邱地下鐵縱火案後所修訂的火災安全標準，因此取消在螢光燈上安裝燈罩的設計，並將燈具與反光片合為一體。同時為因應訪日的外國旅客人數增加，因此阪神電氣鐵道自2019年3月20日起在行駛於阪神難波線上的1000系列車上引入多國語言的旅客資訊服務系統。

## 沿革與運用

### 沿革
近畿車輛在2006年先行製造1列6輛編組（1201F）和2列2輛編組（1501F、1502F）的1000系電聯車。上述車輛在同年的10月上旬陸續搬運至尼崎車庫，並將車籍延後至新年度編入。其中1201編組於2007年6月4日完成製造工程，1501及1502編組則在6月8日竣工。而阪神電氣鐵道也在2007年9月舉辦1000系電聯車的試乘體驗活動。
1000系電聯車於2007年10月5日起開始投入使用，並且在大阪梅田站舉行發車典禮。最初1201編組僅在大阪梅田站至須磨浦公園站間的區段運行，但在2007年11月26日回送至山陽電鐵的東二見車庫後，該編組於2008年1月21日首度作為直通特急的列車駛入山陽姬路站。
為因應阪神難波線的開業，因此1000系電聯車於2008年開始在近鐵的奈良線上進行試運轉。同年的4月上旬，1503及1504編組在車體塗上阪神難波線的宣傳彩繪及車頭標誌後，以陸運的方式搬運至近鐵的高安檢修中心（高安檢車區），並且自5月20日起在大和西大寺站至東花園站間的路段進行試運轉。8月23日，近鐵在西大寺檢車區舉行1000系的攝影及試乘活動，並與貼著直通運轉彩繪塗裝的近鐵9020系電聯車共同展示；而活動結束後，1000系也舉行從西大寺檢車區經東花園站至大和西大寺站的試乘體驗活動。
2009年1月11日深夜，1503及15014編組與6輛阪神9000系電聯車連結運行，從近鐵西大寺檢車區回送至阪神尼崎車庫，並於同月的17日起恢復在阪神難波線上的運轉。2025年7月，阪神電氣鐵道宣布100系電聯車的塗裝將全數更換成名為「Re Vermilion」的紅色系塗裝，並規劃從1202編組開始進行重新塗裝的工程。

### 運用
1000系電聯車在阪神難波線上主要用於行駛神戶三宮站至近鐵奈良站間的快速急行列車，以及尼崎站至近鐵奈良站間的準急列車、區間準急列車和普通列車。而本行車依據使用上的需求也可作為行駛於近鐵所有鐵路路線的列車。此外100系電聯車也可作為阪神甲子園球場舉行棒球賽時加開的臨時特急列車。